# Hispoleptis
Hispoleptis es un género de escarabajos  de la familia Chrysomelidae. En 1864 Baly describió el género. Contiene las siguientes especies:
- Hispoleptis diluta (Guérin-Méneville, 1840)
- Hispoleptis elaeidis Aslam, 1965
- Hispoleptis ollagnieri Berti & Chenon, 1973
- Hispoleptis subfasciata (Pic, 1938)